# Bases orgánicas de organización política de la República Mexicana de 1843
Las Bases orgánicas de organización política de la República Mexicana de 1843, son el documento constitucional que pretendía consolidar el régimen centralista establecido por las "Siete Leyes" en 1836, y por ende, sustituir definitivamente la Constitución de 1824. Fueron redactadas y aprobadas por el Congreso Constituyente de 1842, el cual paradójicamente fue fruto de la rebelión federalista de 1841 que depuso al presidente Francisco Javier Echeverría; no obstante una nueva rebelión, esta al interior del congreso, dio un vuelco centralista a las intenciones del nuevo documento. Estuvo en vigor durante tres años, y bajo su régimen solo se celebraron las elecciones de 1844. Fueron derogadas en 1846, en plena invasión estadounidense.